# Сабао
Сабао (яп. 玉サバ «тамасаба» — «шаровая скумбрия») — одна из искусственно культивированных декоративных пород аквариумной «золотой рыбки» (лат. Carassius gibelio forma auratus (Bloch, 1782)), выведенная в Японии.

## История происхождения
Рыбка была выведена в префектуре Ямагата на севере Японии и также известна как «Ямагата-Кингйо» или «Золотая рыбка Ямагаты».

## Описание
Сабао или «Тамасаба» является редкой японской породной разновидностью золотых рыбок с телом, по форме похожим на тело Рюкин, но — с одним, очень длинным хвостом, который похож на хвост макрели, откуда эту рыбку ещё называют «скумбрияхвост». Окрас рыб от насыщено красного и даже бордового, до белого цветов.

## Аквариумное и прудовое содержание
Эта привлекательная и выносливая золотая рыбка является популярным питомцем не только для любительских аквариумов, но и пригодна для прудового содержания и разведения. Она хорошо переносит понижение температур воды и воздуха не нуждаясь в подогреве.